# 圣蒂勒
圣蒂勒（法語：Sainte-Tulle，法語發音：[sɛ̃t tyl]）是法国上普罗旺斯阿尔卑斯省的一个市镇，属于福卡尔基耶区。

## 地理
圣蒂勒（43°47'10"N, 5°45'55"E）面积17.07 平方千米，位于法国普罗旺斯-阿尔卑斯-蓝色海岸大区上普罗旺斯阿尔卑斯省，该省份为法国东南部内陆省份，北起上阿尔卑斯省，西接沃克吕兹省，西北接德龙省，南至瓦尔省，东临滨海阿尔卑斯省，东北部与意大利接壤。
与圣蒂勒接壤的市镇（或旧市镇、城区）包括：普罗旺斯地区科比耶尔、格雷乌莱班、马诺斯克、皮埃尔韦尔。

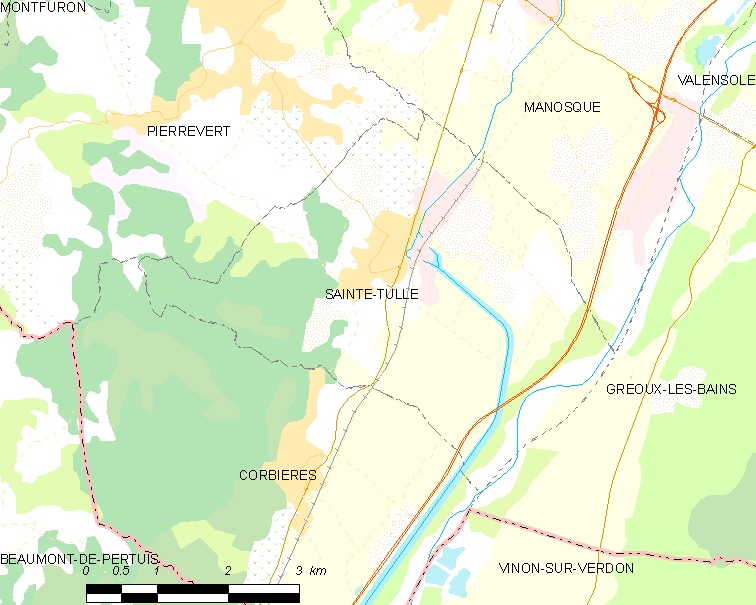
圣蒂勒的OSM定位图

圣蒂勒的时区为UTC+01:00、UTC+02:00（夏令时）。

## 行政
圣蒂勒的邮政编码为04220，INSEE市镇编码为04197。

## 政治
圣蒂勒所属的省级选区为马诺斯克第三县。

## 人口

1962-2008年间圣蒂勒人口变化图示

圣蒂勒于2022年1月1日时的人口数量为3530人。